# Републикански път II-84
Републикански път II-84 е второкласен път, част от Републиканската пътна мрежа на България, преминаващ по територията на области Пазарджик и Благоевград. Дължината му е 104,8 km.
Пътят се отклонява надясно при 184,4 km на Републикански път I-8 в центъра на село Звъничево и се насочва на югозапад през Горнотракийската низина. След като премине през селата Братаница и Ветрен дол пресича Чепинска река и в източната част на село Варвара завива на юг и навлиза в дълбокото дефиле на реката. След като премине край гара Цепина пътят напуска долината на Чепинска река, изкачва се по долината на един неин десен приток, при гара Костандово завива на запад и навлиза в Чепинската котловина. След като премине през центъра на град Велинград пътят напуска котловината, преодолява седловината Юндола и започва спускане към гара Аврамово, като навлиза в Благоевградска област. Минава в непосредствена близост до гарата, спуска се по долината на река Дрещенец и при село Черна Места достига долината на река Черна Места. Започва спускане по долината ѝ, като след събирането на реката с река Бяла Места и образуването на река Места продължава спускането по долината на река Места.. Минава последователно през град Якоруда и селата Юруково, Дагоново и Краище и достига до спирка Генерал Ковачев, където напуска долината на Места и се насочва на запад по долината на десния ѝ приток река Изток. След около 4 km излиза от планината и северно от село Баня навлиза в Разложката котловина, продължава през нея на запад и на около 1 km южно от град Разлог се свързва с Републикански път II-19 при неговия 36,6 km.
По протежението на Републикански път II-84 наляво и надясно от него се отделят 5 пътя от Републиканската пътна мрежа на България, от които 2 пътя с трицифрени номера и 3 пътя – с четирицифрени.
- при 34,4 km, в град Велинград — наляво Републикански път III-843 (60,9 km) до 207,3 km на Републикански път II-37;
- при 53,1 km, в село Юндола — надясно Републикански път III-842 (26 km) до гр. Белово;
- при 10,5 km, в село Варвара — надясно Републикански път III-8402 (33,9 km) през град Септември и селата Злокучене, Карабунар, Виноградец и Церово до 24,7 km на Републикански път III-803;
- при 10,5 km, в село Варвара — надясно Републикански път III-8404 (7,8 km) през селата Варвара, Симеоновец и Семчиново до 171,2 km на Републикански път I-8;
- при 91,1 km, в село Краище — надясно Републикански път III-8406 (3,6 km) до град Белица.

| Пътища, отклоняващи се надясно (населено място, № на пътя, посока на пътя)                             | км    | Пътища, отклоняващи се наляво (посока на пътя, № на пътя, населено място) |
| --- | ----- | ------------------------------------------------------------------------- |
| Община Пазарджик, Област Пазарджик, I-8, 184,4 km, с. Звъничево →                                      | 0,0   | → с. Звъничево, 184,4 km, I-8, Област Пазарджик, Община Пазарджик         |
| с. Братаница                                                                                           | 3,9   | → с. Братаница, общински път (за с. Ляхово)                               |
| Община Септември                                                                                       | 6,1   | Община Септември                                                          |
| (за с. Лозен) общински път ←                                                                           | 6,8   |                                                                           |
| с. Ветрен дол                                                                                          | 8,9   | ← с. Ветрен дол, 15,5 km, III-3706 (от 138,2 km на II-37)                 |
| (до 24,7 km на III-803) III-8402, 0 km, с. Варвара ← (до 171,2 km на I-8) III-8404, 0 km, с. Варвара ← | 10,5  | с. Варвара                                                                |
| Община Ракитово                                                                                        | 18,2  | Община Ракитово                                                           |
| Община Велинград                                                                                       | 29,4  | ← 17,5 km, III-376 (от 168,4 km на II-37), Община Велинград               |
| гр. Велинград                                                                                          | 34,4  | → гр. Велинград, 0 km, III-843 (до 207,3 km на II-37)                     |
| (за с. Драгиново) общински път, гр. Велинград ←                                                        | 36    | гр. Велинград                                                             |
| | 49,5  | → общински път (за с. Света Петка)                                        |
| (до гр. Белово) III-842, 0 km, с. Юндола ←                                                             | 53,0  | с. Юндола                                                                 |
| Община Якоруда, Област Благоевград                                                                     | 59,7  | → общински път (за с. Пашови), Област Благоевград, Община Якоруда         |
| | 61    | → общински път (за с. Пашови)                                             |
| | 61,4  | → общински път (за с. Аврамово)                                           |
| | 66,8  | → общински път (за с. Смолево)                                            |
| с. Черна Места                                                                                         | 70,7  | с. Черна Места                                                            |
| | 72,7  | → общински път (за с. Конарско)                                           |
| гр. Якоруда                                                                                            | 76,7  | гр. Якоруда                                                               |
| | 84,1  | → общински път (за с. Юруково)                                            |
| Община Белица                                                                                          | 85,9  | Община Белица                                                             |
| с. Дагоново                                                                                            | 86,7  | с. Дагоново                                                               |
| (до гр. Белица) III-8406, 0 km, с. Краище ←                                                            | 91,1  | с. Краище                                                                 |
| | 91,9  | → общински път (за с. Горно Краище)                                       |
| Община Разлог                                                                                          | 93,4  | Община Разлог                                                             |
| | 95,4  | ← 10,4 km, III-1903 (от 51 km на II-19)                                   |
| | 100,0 | ← 6 km, III-1901 (от гр. Банско)                                          |
| (за гр. Разлог) общински път ←                                                                         | 102,4 |                                                                           |
| (от гр. Симитли) II-19, 36,6 km → (за гр. Разлог) общински път ←                                       | 104,8 | → 36,6 km, II-19 (до ГКПП Илинден - Ексохи) .                             |